# 突脉金丝桃
突脉金丝桃（学名：Hypericum przewalskii）为藤黄科金丝桃属下的一个种。生长在山坡及河边灌丛等处，海拔2740-3400米。产陕西、甘肃、青海、河南、湖北西部、四川等省。模式标本采自甘肃西部。